# Córdoba (ort i Colombia, Quindío, lat 4,39, long -75,69)
Córdoba är en ort i Colombia.   Den ligger i departementet Quindío, i den centrala delen av landet, 180 km väster om huvudstaden Bogotá. Córdoba ligger 1 478 meter över havet och antalet invånare är 4 063.
Terrängen runt Córdoba är varierad. Runt Córdoba är det ganska tätbefolkat, med 83 invånare per kvadratkilometer. Närmaste större samhälle är Armenia, 15,6 km norr om Córdoba. I omgivningarna runt Córdoba växer i huvudsak städsegrön lövskog.